# コッレディマーチネ
コッレディマーチネ（イタリア語: Colledimacine）は、イタリア共和国アブルッツォ州キエーティ県にある、人口約200人の基礎自治体（コムーネ）。

## 地理

### 位置・広がり

#### 隣接コムーネ
隣接するコムーネは以下の通り。
ラーマ・デイ・ペリーニ、 レットパレーナ、 モンテネロドーモ、 タランタ・ペリーニャ、 トッリチェッラ・ペリーニャ